# Kościół Świętego Krzyża w Dalby
Kościół Świętego Krzyża w Dalby (szw. Dalby Heligkorskyrka) – kościół położony w Dalby, region Skania, ok. 10 km na południowy wschód od Lund.
Jeden z najstarszych, kamiennych kościołów Skandynawii.
Kościół ma status zabytku sakralnego według rozdz. 4 Kulturminneslagen (pol. Prawo o pamiątkach kultury) ponieważ został wzniesiony do końca 1939 (3 §).

## Historia
Kamień węgielny pod budowę kościoła uważanego za najstarszy zachowany kamienny kościół na Półwyspie Skandynawskim, położono w 1060. Pozostałości tego najwcześniejszego kościoła zachowały się w południowej części nawy środkowej w filarze wmurowanym w niszę. Potężna wieża zachodnia z pomieszczeniem wejściowym na parterze, sklepionym krzyżowo wzniesiona została na pocz. XII w.
Diecezja w Dalby została założona w 1060 kiedy król Danii Swen II Estrydsen otrzymał zgodę z Rzymu na podział diecezji Roskilde na 9 nowych diecezji, z których 2 miały być w Skanii, w Lund i w Dalby. Powody, dla których powstały nowe diecezje w Skanii, w miastach położonych blisko siebie nie są do końca jasne. Być może król w ten sposób chciał podkreślić swoją pozycję wobec cesarza Niemiec oraz zaakcentować duńskie ambicje wobec Wysp Brytyjskich, które zaatakował w 1069. Drugim powodem mogła być chęć uczynienia z Dalby centrum misyjnego dla pierwszego biskupa tej diecezji, pochodzącego z Niemiec Egino, który po 1060 schrystianizował pobliską krainę Blekinge oraz współdziałał przy chrystianizacji środkowej Szwecji z punktem wypadowym w Skarze. Według kronikarza Adama z Bremy zamierzał również zniszczyć pogańską świątynię w Gamla Uppsala.
Na zachód od kościoła w Dalby znajdowały się również dobra królewskie. Ich resztki odkryto podczas prac wykopaliskowych.
W 1066 biskup Egino objął biskupstwo w Lund po zmarłym biskupie Henryku, po czym obie diecezje uległy połączeniu w jedną, z siedzibą w Lund; tym samym kościół w Dalby utracił status katedry.
Kościół w Dalby został następnie kościołem klasztornym augustianów i był nim przez cały okres średniowiecza.
W kościele spoczął syn Swena II Estrydsena, król Danii Harald Hein, który zmarł 17 kwietnia 1080.

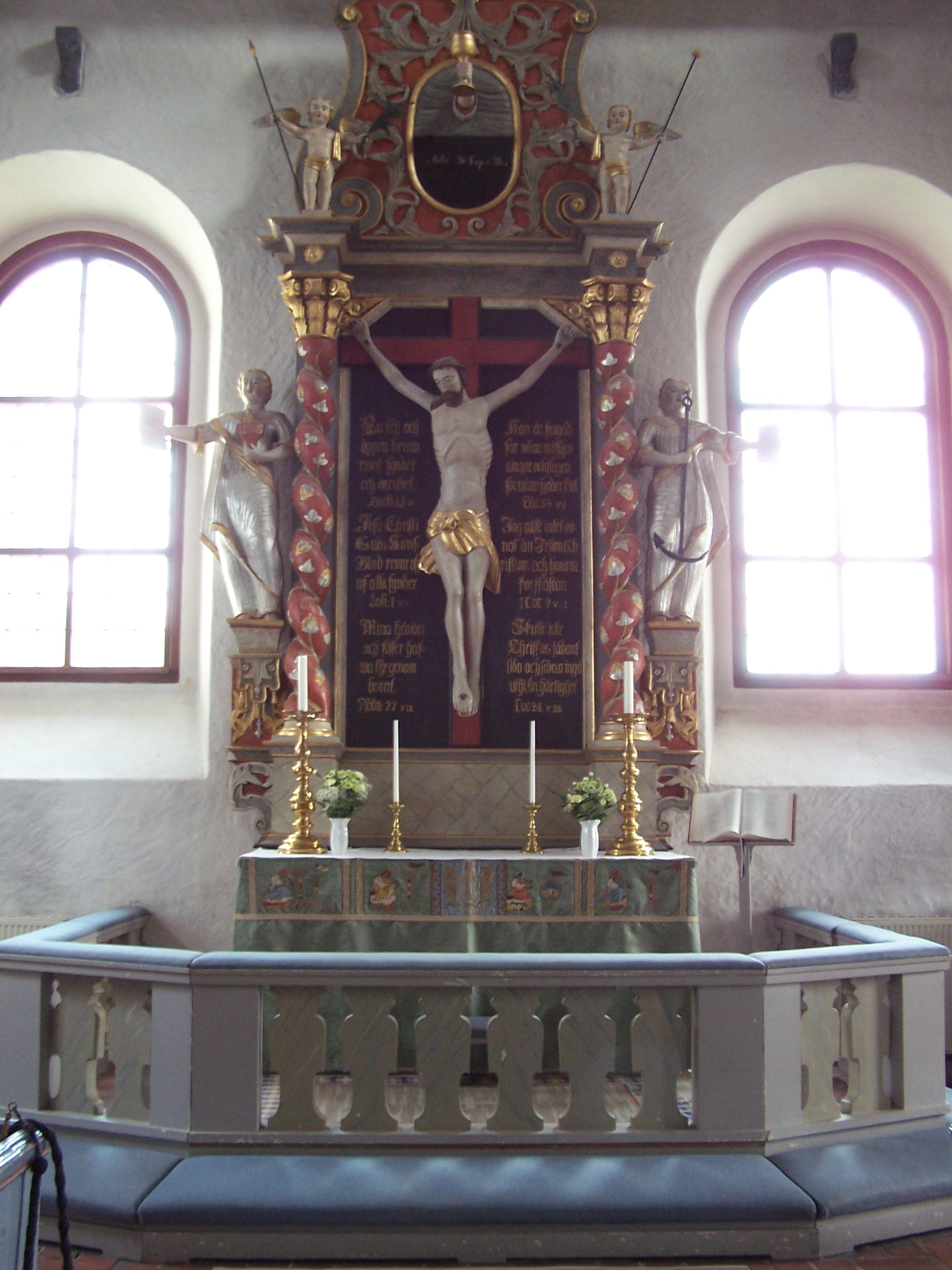
Ołtarz główny
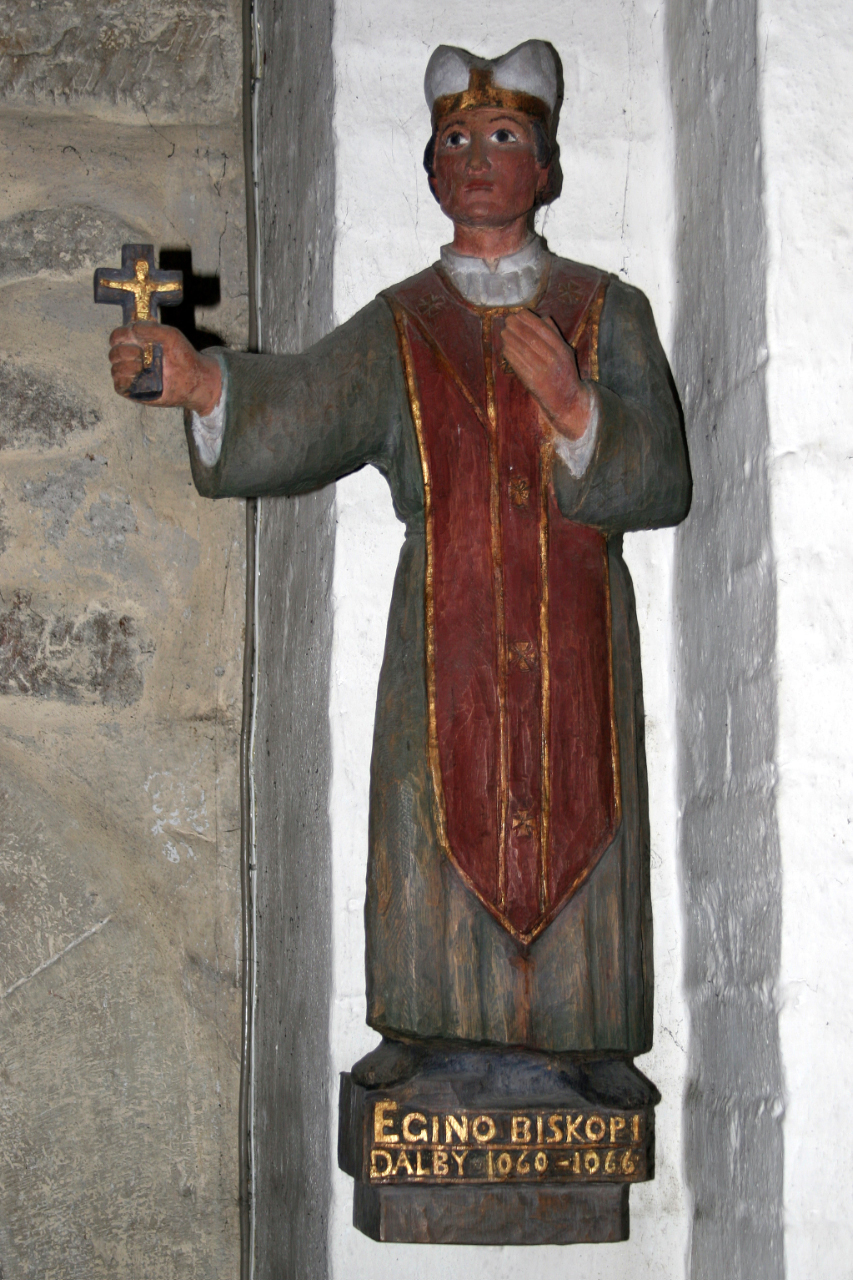
Biskup Egino – pierwszy biskup Dalby